# Liste der Stolpersteine in Alfter
Die Liste der Stolpersteine in Alfter enthält alle Stolpersteine, die im Rahmen des gleichnamigen Kunst-Projekts von Gunter Demnig in Alfter verlegt wurden. Mit ihnen soll an Opfer des Nationalsozialismus erinnert werden, die in Alfter lebten und wirkten.

## Verlegte Stolpersteine
| Adresse              | Verlegedatum  | Name              | Inschrift                                                                        | Bild | Anmerkung                                                              |
| -------------------- | ------------- | ----------------- | -------------------------------------------------------------------------------- | ---- | ---------------------------------------------------------------------- |
| Holzgasse 11 (Lage)  | 29. Okt. 2008 | Sander, Else      | Hier wohnte Else Sander Jg. 1911 deportiert 1942 Auschwitz ermordet              |      |                                                                        |
| Holzgasse 11 (Lage)  | 29. Okt. 2008 | Sander, Rosalie   | Hier wohnte Rosalie Sander geb. Marx Jg. 1887 deportiert 1942 Auschwitz ermordet |      |                                                                        |
| Holzgasse 46 (Lage)  | 29. Okt. 2008 | Israel, Emma      | Hier wohnte Emma Israel Jg. 1900 deportiert 1942 Minsk ermordet                  |      | Steine sind auf der gegenüberliegenden Straßenseite verlegt.           |
| Holzgasse 46 (Lage)  | 29. Okt. 2008 | Israel, Josefine  | Hier wohnte Josefine Israel geb. Wolf Jg. 1864 deportiert 1942 Minsk ermordet    |      | Steine sind auf der gegenüberliegenden Straßenseite verlegt.           |
| Holzgasse 46 (Lage)  | 29. Okt. 2008 | Israel, Paula     | Hier wohnte Paula Israel Jg. 1899 deportiert 1942 Minsk ermordet                 |      | Steine sind auf der gegenüberliegenden Straßenseite verlegt.           |
| Knipsgasse 28 (Lage) | 29. Okt. 2008 | Cossmann, Frieda  | Hier wohnte Frieda Cossmann geb. Jonas Jg. 1891 deportiert 1942 Minsk ermordet   |      | Steine mussten auf der gegenüberliegenden Straßenseite verlegt werden. |
| Knipsgasse 28 (Lage) | 29. Okt. 2008 | Cossmann, Josef   | Hier wohnte Josef Cossmann Jg. 1897 deportiert 1942 Minsk ermordet               |      | Steine mussten auf der gegenüberliegenden Straßenseite verlegt werden. |
| Knipsgasse 28 (Lage) | 29. Okt. 2008 | Cossmann, Karl    | Hier wohnte Karl Cossmann Jg. 1887 deportiert 1942 Minsk ermordet                |      | Steine mussten auf der gegenüberliegenden Straßenseite verlegt werden. |
| Knipsgasse 28 (Lage) | 29. Okt. 2008 | Cossmann, Therese | Hier wohnte Therese Cossmann geb. Israel Jg. 1856 deportiert 1942 Minsk ermordet |      | Steine mussten auf der gegenüberliegenden Straßenseite verlegt werden. |